# Peter Keys
Peter Keys (* 30. května 1965 Burlington, Vermont), vlastním jménem Peter Pisarczyk, je americký klávesista, známý díky své spolupráci s Georgem Clintonem. Na začátku roku 2009 se po smrti Billyho Powella stal novým klávesistou skupiny Lynyrd Skynyrd.